# Землетрясение в Идрии (1511)
26 марта 1511 года произошло землетрясение, затронувшее территории на северо-востоке современной Италии и в Словении. В словенской историографии оно известно как Землетрясение в Идрии (словен. Idrijski potres), поскольку эпицентр землетрясения находился в районе словенского города Идрия. По 12-уровневой шкале Меркалли это землетрясение обладало интенсивностью уровня X.

## Ход событий
По данным учёных, 26 марта 1511 года на современной словенско-итальянской границе произошло мощное землетрясение, затронувшее территорию итальянской области Фриули и современной Словении. По свидетельствам хроник тех лет, толчки некоторое время ощущались в Венеции и Падуе: в венецианских каналах наблюдалось серьёзное волнение, обрушились некоторые дома и статуи. Разрушения были нанесены городам Чивидале, Удине и Триест: в Чвидале были разрушены 50 домов и несколько зданий, погибли 15 человек; в Удине был разрушен замок Лоджия; была разрушена половина строений в городе Джемона (в том числе церкви святой Марии и святого Власия).
На территории Словении землетрясение нанесло удар по таким городам, как Шкофья-Лока, Любляна и Идрия; особо мощный удар пришёлся на Любляну. Толчки наблюдались в тот день в районе 15 часов и повторились вечером после 20 часов. В частности, был разрушен монастырь рыцарей Тевтонского ордена, дворец наместника и восемь башен системы городских укреплений. Сведений о том, какие разрушения были нанесены Идрии, не сохранилось. По версии Владимира Рибарича, мощность землетрясения могла составлять 8 баллов по шкале Медведева — Шпонхойера — Карника: в результате подземных толчков были разрушены множество замков и оборонительных сооружений во Фриули и Краине. О разрушительных последствиях землетрясения также говорит тот факт, что 95 % строений на территории Словении в те времена были деревянными. Ударная волна докатилась даже до Ольмюца в Моравии, затронув также территорию современных Хорватии и Боснии.
После землетрясения были зафиксированы ещё несколько афтешоков: 8 августа 1511 года жертвами очередных толчков в Чивидале стали около 3 тысяч человек. Афтершоки продолжались до 19 февраля 1512 года во Фриули, хотя до конца 1516 года фиксировались отдельные толчки. Общее число жертв землетрясения, согласно разным источникам, могло составлять не менее 12 тысяч человек, хотя есть предположения, что упомянутые в хрониках 12 тысяч человек, погибших во Фриули — это жертвы не только землетрясения, но и других стихийных бедствий, эпидемий и даже войн. Владимир Рибарич писал, что число жертв в самой Словении было крайне небольшим в связи с тем, что на пострадавшей территории проживало мало людей.
В последующие годы большинство городов и замков на территории, пострадавшей в результате землетрясения, были отстроены. Ущерб, нанесённый Любляне, был эквивалентен сумме около 200 тысяч флоринов Священной Римской империи. Особенно много свидетельств последствий землетрясения сохранилось в Шкофье-Локе: в городе были установлены мемориальные доски в память о тех событиях.